# 706

## Догађаји
- 15. фебруар – Цар Јустинијан II руководи јавним понижавањем својих претходника Леонтија и Тиберија III и њихових главних сарадника на цариградском хиподрому, након чега су погубљени. Патријарх Калиник је такође свргнут, ослепљен и прогнан у Рим, а наследио га је Кир Цариградски.
- Војводу Корвула од Фурланије хапси краљ Ариперт II од Лангобарда и ваи му очи. Замењује га Пемо, који почиње рат против Словена Корушке.
- Берхтвалд, кентерберијски надбискуп, обавезан је папиним инсистирањем да сазове Сиабор у Ниду (Нортумбрија).
- Калиф Ел-Валид  наручио је изградњу Велике џамије у Дамаску (Сирија).